# Fernando Álvez
Fernando Harry Álvez Mosquera (Montevideo, 1959. szeptember 4. – ) uruguayi válogatott labdarúgó.

## Pályafutása

### Klubcsapatban
1976-ban kezdte a pályafutását a Defensor Sporting csapatában. 1978 és 1984 között a Peñarolban játszott, melynek tagjaként négy (1978, 1979, 1981, 1982) bajnoki címet szerzett és 1982-ben megnyerte a Libertadores-kupát és a Interkontinentális kupát. 1984-ben a paraguayi Libertad kapuját védte, majd visszatért a Peñarolhoz. 1986 és 1987 között a kolumbiai Independiente Santa Fe, 1987-ben a brazil Botafogo kapusa volt. 1988-tól 1991-ig a Peñarol kapuját védte. Később játszott még az Independiente Medellín, a CD Mandiyú, a Junior Barranquilla, a River Plate, a San Lorenzo és a Peñarol együttesében.  

### A válogatottban
1980 és 1997 között 40 alkalommal szerepelt az uruguayi válogatottban. Részt vett az 1986-os és az 1990-es világbajnokságon, ahol az uruguayiak összes csoportmérkőzésén kezdőként lépett pályára. Tagja volt az 1995-ös Copa Américán győztes válogatott keretének is.

## Sikerei
Peñarol
- Uruguayi bajnok (5): 1978, 1979, 1981, 1982, 1997
- Copa Libertadores (1): 1982
- Interkontinentális kupa (1): 1982

Uruguay
- Copa América győztes (1): 1995